# Tanytarsus insulus
Tanytarsus insulus är en tvåvingeart som beskrevs av Mazumdar 1998. Tanytarsus insulus ingår i släktet Tanytarsus och familjen fjädermyggor. Inga underarter finns listade i Catalogue of Life.